# MAN SE
Az MAN SE (korábbi nevén Maschinenfabrik Augsburg-Nürnberg, innen az MAN mozaikszó) német érdekeltségű jármű- és hajtóműgyártó cég. Az MAN Csoportot  általában teherjárművek és buszok gyártójaként és forgalmazójaként ismerik, azonban a konszern sokkal több területen működik, úgymint:
- haszongépjárművek;
- dízelmotorok;
- ipari szolgáltatások.

## Története
A cég gyökerei 1758-ig, az első ruhr-vidéki vasműig nyúlnak vissza. Ma már Európa egyik vezető jármű- és motorgyártója. A 60 000 alkalmazott évi 15 milliárd euró forgalmat generál a világ 120 országában (2005-ös adat). A csoport közös vállalatok és helyi cégekkel történő együttműködés által folyamatosan törekszik a piaci pozíciója megerősítésére például Indiában, Lengyelországban és az Amerikai Egyesült Államokban.
Az MAN a DAX-ban is szereplő tőzsdei cég (a DAX német tőzsdeindex, ami magában foglalja Németország legfontosabb 30 vállalatát). Az iparági elismertségét a rengeteg díj is mutatja, amelyet az évek során elnyert a termékeivel, így a 2006-os „Az év tehergépjárműve” és „Az év busza”, valamint 2008-ban ismét „Az év tehergépjárműve” díj[forrás?].

## Részlegek
- MAN Truck & Bus AG (2011. január 1-je előtt MAN Nutzfahrzeuge AG  – az összforgalom kb. 50%-a; a részleg forgalmának 88%-a az európai értékesítésből származik)

Haszongépjárművek: tehergépjárművek (a csoport forgalmának a 61%-a), alkatrészeladás és szerviz (18%), buszok (14%), motorok és összetevők (7%)
- MAN Diesel SE

Két- és négyütemű dízel- és benzinmotorok: járműmotorok, nagy teljesítményű hajózási dízelmotorok; ipari alkalmazások, ipari telepek; jachtok, személyhajózás, hajók és munkahajók (tartályhajók, jégtörők); vasút.
- MAN Turbo AG  Archiválva 2022. február 9-i dátummal a Wayback Machine-ben

Turbógépek: gázkompresszorok és turbinák a feldolgozóipar és a villamosenergia-előállítás részére világszerte; felhasználás a kőolajfinomítókban, kémiai és petrolkémiai, illetve műtrágyagyártásnál, a vas- és acélfeldolgozás, továbbá a bányászat és az ipari gázok alkalmazása során.
- MAN Ferrostaal AG  (a forgalom kb. 20%-a)

Ipari szolgáltatások: projektek, szállítás, összeszerelés, acélalapú szerkezetek.

## Termékek – MAN Nutzfahrzeuge AG részleg

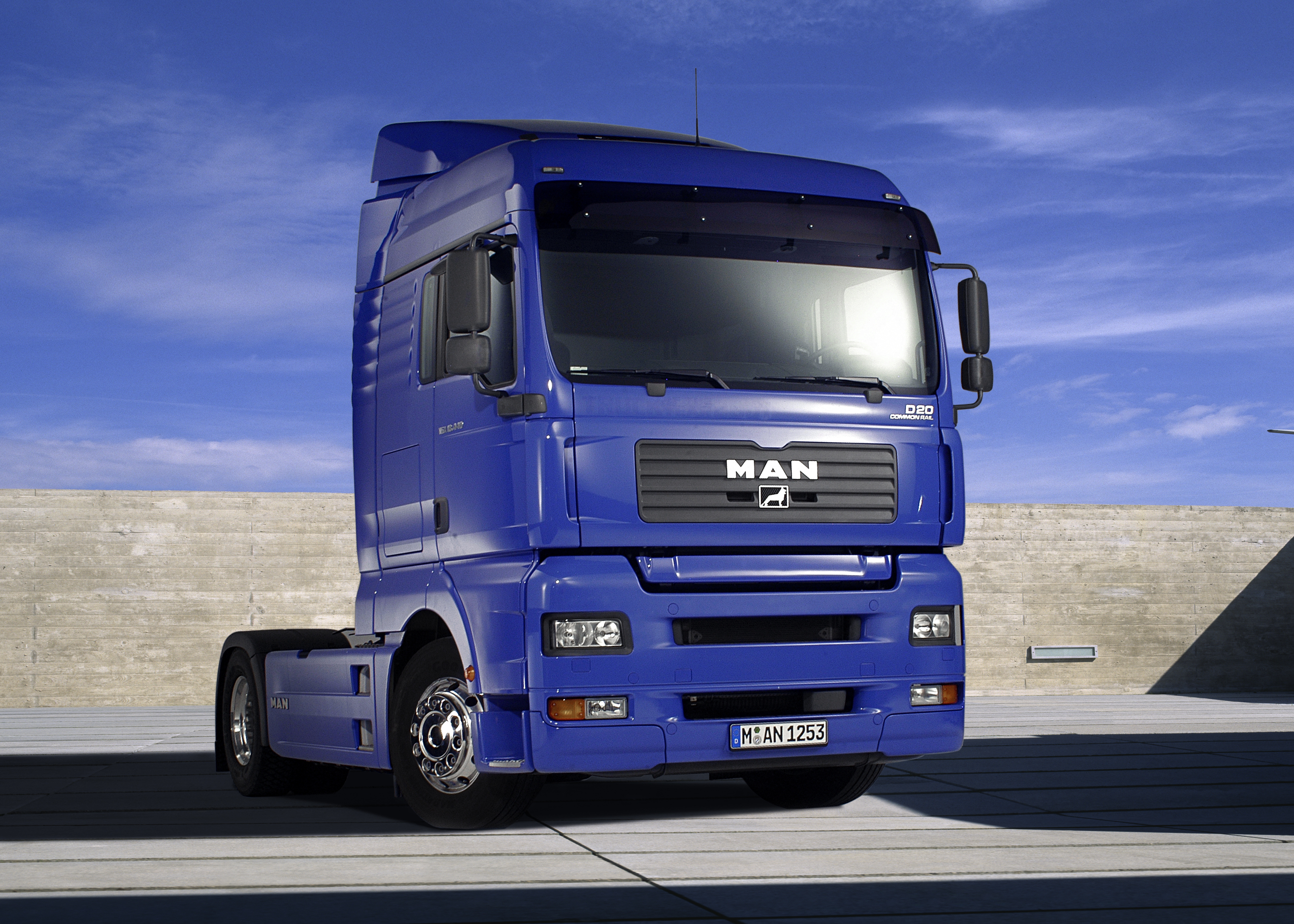
MAN TGA tehergépjármű

Tehergépjárművek
- LE sorozat
- FE sorozat
- HX sorozat
- SX sorozat
- TGA sorozat
- Hazmat tender
- Angloco foam tender
- Command egység

Buszok
- Lion's City városi buszok
- Lion's Classic városi buszok
- Lion's Regio közúti buszok
- NM 223/283
- NL/ÜL 313/363 F (LF)
- NG 263/313/363 F (LF)
- 10.225 FOCL midibusz
- 12.220 HOCL
- 14.280 HOCL
- 12.220 HOCL-NL
- 14.220 HOCL-NL
- 18.220/260/280 HOCL-SL
- 18.220/260/280/310/360 HOCL-SÜ
- 18.220/260/310 HOCL-NL (LF)
- 18.260/310/360/410/460 HOCL
- 24.310/360/410/460 HOCLN
- 28.310 HGOCL

## Külső hivatkozások
- MAN honlap (Angol)
- MAN honlap (Német)
- MAN UK honlap